# 大きな森の小さなお家
「大きな森の小さなお家」（おおきなもりのちいさなおうち）は、河合奈保子が1980年6月1日にリリースした1枚目のシングルである(AK-659)。

## 解説
- ヒデキ（西城秀樹）の弟・妹募集オーディションに優勝し、当曲でアイドル歌手としてのデビューを果たした。
- 河合の歌手デビュー時のキャッチフレーズは、「ほほえみさわやか カナリー・ガール」と称された。
- このシングル2曲は、後の1980年10月10日に発売された初オリジナルアルバム『LOVE』と、1981年11月25日に発売された初ベストアルバム『Angel』に挿入されている曲とはバージョンが異なっている。
- オリコンでは最高位36位（100位内16週）、7.6万枚のセールスとなった[1]。

## 収録曲
- 両楽曲共に、作詞：三浦徳子／作曲・編曲：馬飼野康二

1. 大きな森の小さなお家（3分40秒）
2. ハリケーン・キッド（3分36秒）

## 演奏
- Drums: Jun Moriya
- Bass: Shogo Kindaichi
- E.Guitar: Ken Yajima
- Keyboards: Kazuo Ohtani, Maki Tashiro
- Percussion: Tadaomi Anai
- Vibraphone: Isao Kanayama
- Harp: Keiko Yamakawa
- Trumpets: Shin Kazuhara, Yoshikazu Kishi, Fuio Shirayama
- Trombones: Eiji Arai, Yasuo Hirauchi, Harumi Mita, Sumio Okada
- Strings: JOE group
- Background vocals: Feeling Free